# Schulz
Schulz je njemačko prezime.

## Poznati Schulz
- Bruno Schulz-poljski pisac i profesor crtanja
- Christian Schulz-njemački nogometaš
- Martin Schulz-njemački političar